# Karl-Wilhelm Blum
Karl-Wilhelm Blum (* 23. Juli 1939 in Mönchengladbach) ist ein deutscher Volkswirt und emeritierter Professor für Volkswirtschaftslehre an der Hochschule Osnabrück.

## Leben und Beruf
Blum legte das Abitur 1959 am altsprachlichen Arndt-Gymnasium in Krefeld ab. Nach dem Studium der Volkswirtschaftslehre an den Universitäten Tübingen und München mit dem Abschluss Diplom-Volkswirt 1964 in Tübingen, erfolgte ein Forschungsaufenthalt zur Regional- und Entwicklungspolitik in Rom und Süditalien, ermöglicht durch ein Stipendium der Stiftung Volkswagen-Werk. Es folgten die Promotion zum Dr. rer. pol. an der Universität Tübingen 1968 (Thema: Entwicklungspolitische Maßnahmen als Determinanten des süditalienischen Wirtschaftswachstums von 1950 bis 1965, Betreuer: Prof. Norbert Kloten) und Arbeit als Wissenschaftlicher Assistent und Verwaltungsleiter an der Wirtschaftswissenschaftlichen Fakultät der Universität Tübingen bis 1975.
Nach der Berufung an die Fachhochschule Osnabrück 1975 (seit 2003 Hochschule Osnabrück) wandte sich Blum in Lehre und Forschung über das Fachgebiet Volkswirtschaftslehre und Wirtschaftspolitik hinaus den Themen Europäische Wirtschaft sowie Wirtschaft und Gesellschaft Chinas (ab 1986) zu.
Ein Schwerpunkt der Tätigkeit bildete sich in der Internationalen Hochschulkooperationen (ERASMUS, USA, China) aus. Hervorzuheben sind:
- Mitentwicklung des integrierten EG-Studiengangs „European Business Studies“ (EBS; Wirtschaftswissenschaft mit Ausrichtung auf die EG) 1976; Berufung durch den Minister für Wissenschaft und Kunst des Landes Niedersachsen zum Projektleiter des entsprechenden Modellversuchs, 1979; vor dem Hintergrund der Studierenden-Austauschaktivitäten ergaben sich vielfältige Koordinations- und Lehraufenthalte an Partnerhochschulen in Großbritannien, Frankreich und Südeuropa und Vorträge an verschiedenen Universitäten in den USA
- 1986 die Teilnahme an der ersten Professorendelegation des Niedersächsischen Ministeriums für Wissenschaft und Kultur nach China, Besuch der Vereinigten Universität Hefei, jetzt Hefei-Universität, Provinz Anhui und in der Folge bis heute vielfältige Besuche dieser Partnerhochschule in Hefei und weiterer Universitäten in China, Aufbau intensiver Austauschbeziehungen, Durchführung von Delegationsbesuchen, Tagungen und Exkursionen
- Gast-Lehr-Semester an der Universität Hefei fanden 1992, 1996 und 2000 statt.

Ferner ist die Durchführung von fünf DAAD-Nachkontakt-Seminaren in China zum Thema „Wirtschaft – Technik – Umwelt“ an der Universität Hefei, dem Hangzhou Technical Institute, der University of Shanghai for Science and Technology sowie der Qingdao Ocean University, 1999–2002 erwähnenswert. Daneben umfasst Blums Wirken auch eine umfangreiche Vortragstätigkeit an vielen Universitäten und Institutionen in der chinesischen Provinz Anhui mit u. a. folgenden Themen: Industrieentwicklungspolitik, Hochschulkooperation, Aufbau und Internationalisierung von Studienprogrammen, „Bologna-Prozess“, Notwendigkeit regionaler Ausdehnung internationaler Hochschulkooperation in Zentren der Provinz Anhui.
Seine Emeritierung an der Hochschule Osnabrück erfolgte 2004.
Blum ist verheiratet und hat zwei Kinder. Er lebt in Melle. Seit 1959 ist er Mitglied der katholischen Studentenverbindung AV Cheruskia Tübingen.

## Ehrungen
- 1990: Erasmus-Preis der Kommission der Europäischen Gemeinschaften
- 1992: Ehrenprofessor Vereinigte Universität Hefei (heute: Hefei-Universität)
- 1996: Erster Preisträger des Huangshan Friendship Award der Provinz Anhui, China,
- seit 2009: Ehrenberater der Regierung der Provinz Anhui, China, für anwendungsorientierte Studienprogramme

## Ehrenamtliches Engagement
- Vorsitzender Europa-Union Landkreis Osnabrück 1984 bis 1996
- Ehrenamtliche Fortführung der China-Kooperation mit der Hefei-Universität nach 2004
- Mitarbeit bei der Einrichtung des binationalen Logistik-Studiengangs LOGinCHINA an der Hochschule Osnabrück und der Hefei-Universität seit 2006
- Mitarbeit im Hochschulzentrum China (HZC) der Hochschule Osnabrück
- Lehrtätigkeit und Vorträge in China

## Publikationen (Auswahl)
- Griechenland vor dem Beitritt zu den Europäischen Gemeinschaften, in: Der Volks- und Betriebswirt, 12/1980, S. 19ff.
- Europäische Gemeinschaft, in: Volkswirtschaftslehre, Hrsg. Jaeck, Landsberg 1984, S. 517ff.
- El proceso de unificacion de Alemania, in: ESTE, Universidad de Deusto, San Sebastian, Nr. 77, 1991, S. 17ff.
- Interview: The sincere remarks of Professor Blum (in chinesischer Sprache mit englischer Kurzfassung), in: Anhui Today, 2000, S. 14ff.
- Study on the German University of Applied Sciences (Fachhochschule), in chinesischer Sprache, zusammen mit Li Hao Hao, Shanghai, in: Studies in Foreign Education, Changchun, China, Band 29, 12/2002, S. 32ff.